# Scottsboro (Alabama)
Scottsboro es una ciudad ubicada en el condado de Jackson en el estado estadounidense de Alabama. En el censo de 2000, su población era de 14 762.

## Demografía
En el 2000 la renta per cápita promedia del hogar era de $32,654, y el ingreso promedio para una familia era de $42,509. El ingreso per cápita para la localidad era de $18,430. Los hombres tenían un ingreso per cápita de $32,318 contra $21,965 para las mujeres.

## Geografía
Scottsboro se encuentra ubicada en las coordenadas 34°39′5″N 86°2′33″O / 34.65139, -86.04250 (34.651368, -86.042570).
Según la Oficina del Censo de los EE. UU., la ciudad tiene un área total de 51.73 millas cuadradas (133.99 km²).